# Unidos de Vila Esmeralda
Unidos de Vila Esmeralda é uma escola de samba de Viamão, região metropolitana de Porto Alegre, Rio Grande do Sul. Fundada em 12 de outubro de 2006 no bairro Esmeralda, por Paulo Henrique do Nascimento Vanacor, até hoje seu Presidente. Suas cores são o verde e o rosa e seu símbolo é uma coroa com esmeraldas em sua base.

## Segmentos

### Presidentes
| Nome                   | Mandato               | Ref.  |
| ---------------------- | --------------------- | ----- |
| Paulo Henrique Vanacor | Fundação - atualidade | [ 1 ] |

## Carnavais
| Ano                          | Colocação                    | Enredo                                                                      | Carnavalesco                 | Intérprete                   | Ref.              |
| ---------------------------- | ---------------------------- | --------------------------------------------------------------------------- | ---------------------------- | ---------------------------- | ----------------- |
| 2007                         | 4º lugar                     | De Uruguaiana a Viamão, Marciano da Rosa.                                   |                              |                              |                   |
| 2008                         | 3º lugar                     | Itapuã Paraíso Viamonense.                                                  |                              |                              |                   |
| 2009                         | 5º lugar                     | Tapir Canto da Rocha Líder Imortal.                                         |                              |                              |                   |
| 2010                         | Vice-campeã                  | Em Busca da Terra do Nunca.                                                 |                              |                              |                   |
| 2011                         | Não ocorreu avaliação        | Máscaras.                                                                   |                              |                              |                   |
| 2012                         | 4º lugar                     | A Vila Esmeralda Embarca no Busão e Anuncia: Próxima Parada - Santa Isabel. |                              |                              | [ 3 ] [ 4 ] [ 5 ] |
| Não ocorreu desfile em 2013. | Não ocorreu desfile em 2013. | Não ocorreu desfile em 2013.                                                | Não ocorreu desfile em 2013. | Não ocorreu desfile em 2013. | [ 6 ]             |
| 2014                         | Campeã                       | Vila Esmeralda em Férias de Verão, Pinhal uma Doçura de Litoral             |                              | Leanndrinho LV               | [ 1 ] [ 7 ]       |